# Juan Jeraldino
Juan Gabriel Jeraldino Jil (Llay-Llay, San Felipe de Aconcagua, Chile, 6 de diciembre de 1995) es un futbolista chileno que se desempeña como delantero y actualmente juega en el Deportes Rengo de la Tercera A de Chile. También participó en la filial del equipo, que milita en la Segunda División de Chile.
Es hermano de Ignacio Jeraldino que actualmente juega en el  Real Sporting de Gijón de la Liga Hypermotion

## Trayectoria
Se inició en las divisiones inferiores de Unión San Felipe también es parte del fútbol joven de dicho club. El 2013 es enviado al primer equipo donde debuta en primera B en un partido contra San Marcos de Arica. 

## Clubes
| Club              | País  | Año       |
| ----------------- | ----- | --------- |
| Unión San Felipe  | Chile | 2013-2018 |
| Deportes Vallenar | Chile | 2018      |
| Deportes Rengo    | Chile | 2019      |
| Colchagua         | Chile | 2020      |